# Ngô Quang Châu
Ngô Quang Châu (1919 – 2003) là một nhà báo, nhà ngôn ngữ học, nhà giáo dục Việt Nam.

## Cuộc đời
Ngô Quang Châu sinh năm 1919. Khi đang học ở trường tư thục Thăng Long, ông được Đảng viên Cộng sản Lưu Đức Hiểu (từng là Bí thư Tỉnh ủy Hà Đông, Bí thư Thành ủy Hà Nội của Đảng Cộng sản Đông Dương) dìu dắt theo con đường cách mạng. Ban đầu, ông tham gia hoạt động trong Tổng hội Sinh viên Đông Dương do Dương Đức Hiền lãnh đạo cùng với Vũ Quý, Trần Quốc Hương.
Năm 1944, Đảng Dân chủ Việt Nam được thành lập do Dương Đức Hiền làm Tổng thư ký. Ngô Quang Châu cùng Chu Văn Tích, Trần Lâm và Nguyễn Khoa Diệu Hồng gia nhập Đảng Dân chủ. Tháng 3 năm 1945, sau sự kiện Nhật đảo chính Pháp, ông được Nguyễn Sơn Ngọc giới thiệu với Khuất Duy Tiến và gia nhập Hội Văn hóa Cứu quốc (thuộc Mặt trận Việt Minh).
Ngày 17 tháng 8 năm 1945, hưởng ứng lệnh khởi nghĩa của Xứ ủy Bắc Bộ (Đảng Cộng sản), ông tham gia nhóm Tuyên truyền xung phong của Đảng Dân chủ do Chu Văn Tích chỉ huy, tiến hành chiếm giữ lễ đài Nhà hát Lớn Hà Nội, khi đó đang tổ chức cuộc mít tinh của Tổng hội viên chức Chính phủ Trần Trọng Kim: Trần Lâm thả cờ đỏ sao vàng, Ngô Quang Châu và Nguyễn Khoa Diệu Hồng đảm nhiệm vai trò diễn giả, kêu gọi quần chúng "ủng hộ Việt Minh, khởi nghĩa giành lấy chính quyền", tạo tiền đề cho cuộc khởi nghĩa vào ngày 19 tháng 8.
Sau Cách mạng Tháng Tám, ông tiếp tục hoạt động trong Hội Văn hóa Cứu quốc (lúc này đã hoạt động công khai), làm Ủy viên chính thức Ban Chấp hành Hội, tham gia Bộ Biên tập của Tạp chí Tiền Phong. Từ số báo 19 (16 tháng 9, 1946), ông làm quản trị báo Tiên Phong thay Đỗ Xuân Giũng. Ngày 13 tháng 10 năm 1946, trong kỳ họp (được xem như Đại hội thứ hai) của Hội Văn hóa Cứu quốc, ông được bầu làm Ủy viên Ban Chấp hành Hội nhiệm kỳ 1946–1947.
Cuối năm 1946, Toàn quốc kháng chiến bùng nổ, ông về công tác ở báo Cứu Quốc Khu 2 do Lê Hữu Kiều làm Chủ nhiệm. Tháng 7 năm 1948, Hội Văn nghệ Việt Nam được thành lập, ông được bầu vào Thường vụ Ban Chấp hành Hội. Sau đó ông làm Giám đốc đầu tiên của Nhà xuất bản Văn nghệ (nay là Nhà xuất bản Văn học) đến năm 1952 thì nghỉ hưu do sức khỏe.
Năm 1954, ông trở về Hà Nội, tham gia nghiên cứu và giảng dạy cho nhiều trường học, trường cuối cùng là trường Đại học Ngoại thương. Năm 1980, ông nghỉ hưu.
Năm 1998, ông được trao tặng Huân chương Kháng chiến hạng Nhì cho những đóng góp trong cuộc kháng chiến chống Pháp. Năm 2003, ông mất tại Hà Nội.

## Tác phẩm
Từ trước Cách mạng Tháng Tám, ông đã nghiên cứu cải cách chữ Quốc ngữ. Trong những năm 1945–1946, ông đã đăng nhiều bài nghiên cứu về tiếng Việt trên tờ Tiền Phong như Phải bạo dùng tiếng Việt (số 8, ngày 1/4/1946), Giá trị gợi tả của âm thanh trong tiếng Việt (số 10, ngày 1/5/1946), Vấn đề cải cách chữ Quốc ngữ (số 11, ngày 15/5/1946), Hợp lý hoá chữ Việt (số 14, ngày 1/7/1946), Sức sống của tiếng Việt (số 20, ngày 1/10/1946)... Từ năm 1954, ông tập trung hơn vào vấn đề học vụ cho học sinh. Bằng những đóng góp của bản thân, ông được nhà thơ Xuân Diệu tặng cho biệt hiệu "Bồ chữ của dân tộc".

### Sách
- Luận về tiếng Nam - Tìm một lối làm giầu tiếng (1943)
- Xây dựng tiếng Việt và chữ viết (1946)
- Vấn đề bổ sung vần Quốc ngữ (1955)
- Tiếng của dân tộc (Nghiên cứu về những nét đặc biệt dân tộc trong tiếng Việt Nam) (1955)

## Cuộc sống cá nhân
Vợ ông là bà Nghiêm Thị Tãnh. Bà có quê gốc ở Kim Bảng (Hà Nam) nhưng sinh trưởng là làng Ngọc Hà (Hà Nội).

## Khen thưởng
- Huân chương Kháng chiến hạng Nhì.